# Beim Jäger (Baierbrunn)

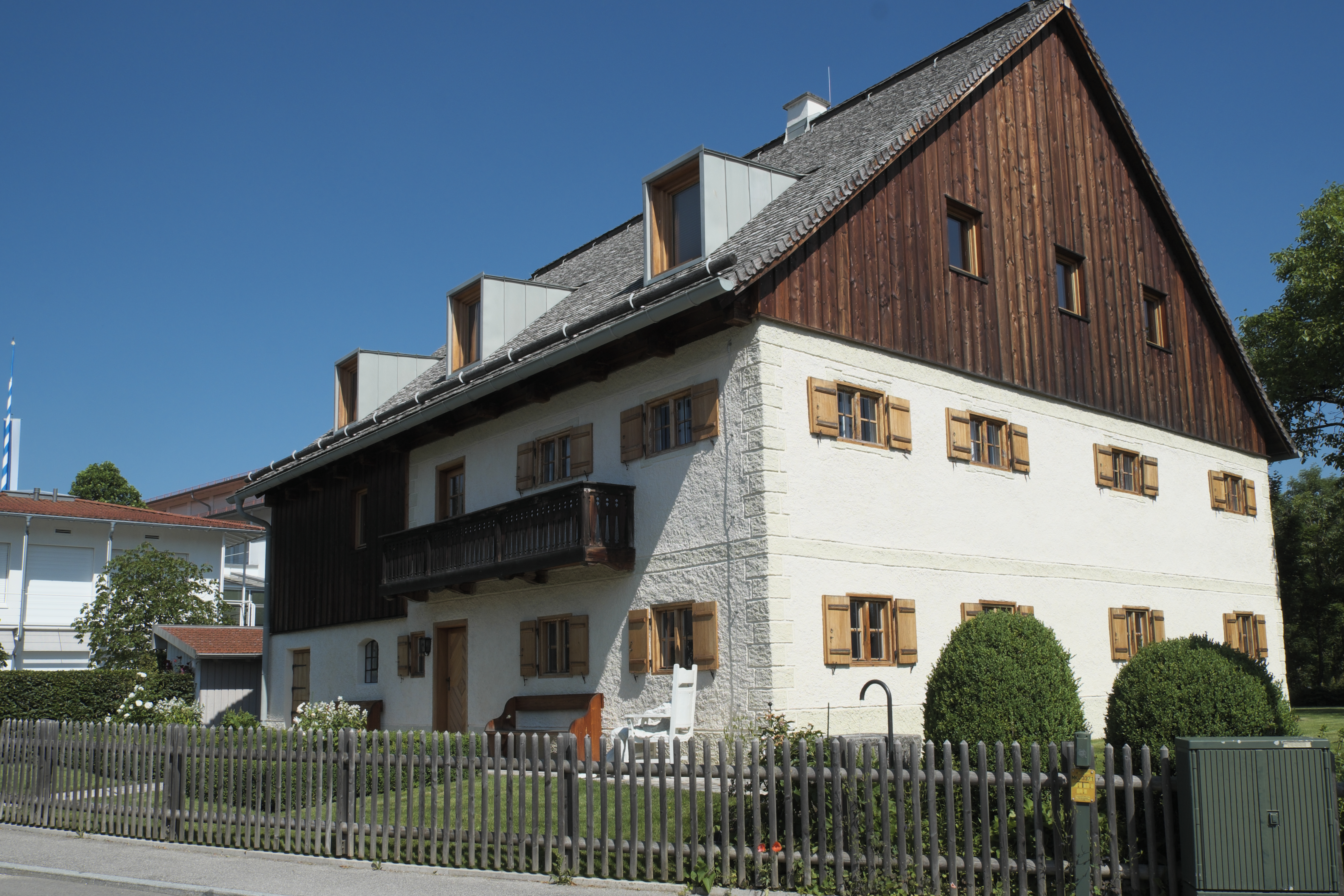
Haus Beim Jäger in Baierbrunn

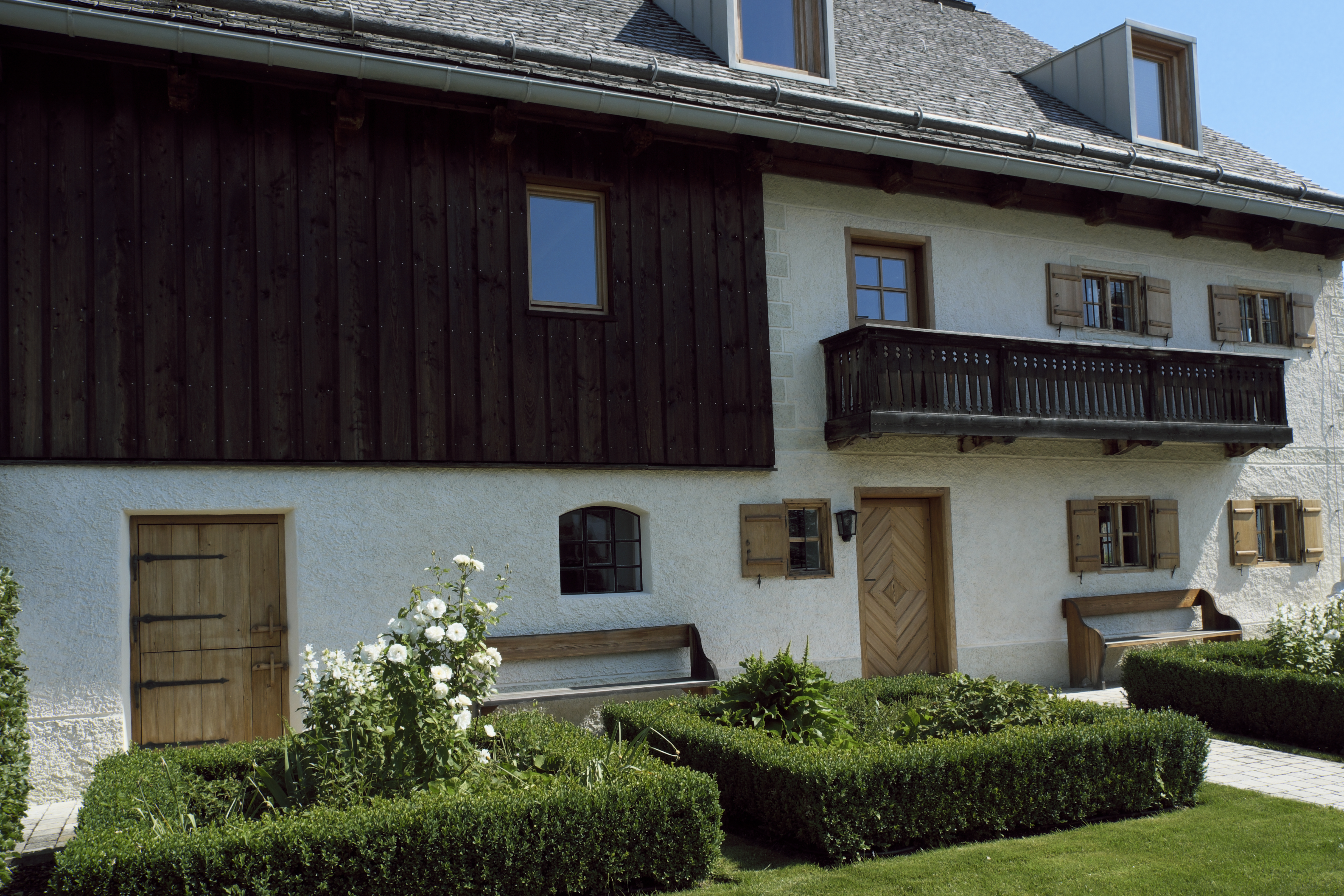
Eingangsseite

Das ehemalige Bauernhaus Beim Jäger in Baierbrunn, einer oberbayerischen Gemeinde im Landkreis München, wurde im Kern im 16. Jahrhundert errichtet und im 17./18. Jahrhundert umgebaut. Das Bauernhaus an der Burgstraße 5, das älteste Gebäude der Gemeinde Baierbrunn, ist ein geschütztes Baudenkmal.
Der kurze zweigeschossige Einfirsthof mit Steilsatteldach besitzt am Wohnteil eine Putzgliederung. Der Giebel ist verbrettert. Das Dachtragwerk wurde nach dem Brand von 1818 erneuert. Die alten Böden und Decken wurden vorsichtig repariert, ebenso die Fenster, die teilweise noch aus der Zeit des Barocks stammen. 
Rolf Becker erwarb das Gebäude und ließ es umfassend renovieren. Er erhielt dafür im Jahr 2013 die Denkmalschutzmedaille des Freistaates Bayern.